# エメチン
エメチン(Emetine)は、催吐薬及び抗原虫薬として用いられる薬品である。トコンの根から作られる。

## 初期の利用
初期のエメチンの利用は、トコンシロップの経口摂取という形で行われた。この抽出物はかつてはアルカロイドとして唯一エメチンを含むと考えられてきたが、後にエメチンの他にセフェリンやプシコトリン等も発見された。この治療法は成功していたと伝えられているものの、多くの患者に吐き気を起こさせたため、その利用は少なくなっていった。吐き気を抑えるためにオピオイドとともに与えられることや他の物質でコーティングされることもあった。

## 抗アメーバ剤としての利用
エメチンにはアメーバ赤痢を治療する効果もあることが明らかとなった。また、やはり吐き気は催すものの、トコンの根の粗抽出物の方がより効果が高いことが分かった。さらに、エメチンを皮下投与しても吐き気を催すが、経口摂取よりもましであることが判明した。
エメチンは抗原虫活性を持つが、筋肉収縮を阻害し、心不全を起こす場合もある。このため、利用の際には医師の指示に従う必要がある。

## デヒドロエメチン
デヒドロエメチンは抗原虫薬として化学合成される物質で、性質や構造はエメチンと似る（エチルラジカルの隣の二重結合だけが異なる）が、副作用が少ない。

## セフェリン
セフェリンはトコンの根に含まれるエメチンのデスメチルアナログである。

## タンパク質合成阻害剤としての利用
エメチンのデヒドロクロロ水和物は、研究室で真核細胞のタンパク質合成を阻害するために用いられる。エメチンはリボソームの40Sサブユニットに結合することでタンパク質合成を阻害する。細胞内のタンパク質分解の実験等に用いられる。

## 副作用
エメチンを過剰に摂取すると、近位筋障害や心筋症の副作用が起きる可能性がある。